# Die Gringos
Die Gringos (Les Gringos) ist eine zwischen 1979 und 1996 erschienene frankobelgische Comicserie.

## Handlung
Pete Flanaghan, ein Sprengstoffspezialist und Gesetzloser sowie Chett Crawford, ein Pilot und
Frauenheld, verschlägt es 1912 nach Mexiko, wo sie gemeinsam auf der Seite der Revolution kämpfen. Obwohl sie komplett verschieden sind, lernen sie sich schätzen und können ihre Missionen mit Hilfe eines Flugzeuges und viel Dynamit lösen. Neben historischen Persönlichkeiten treffen sie auch auf einen gealterten Leutnant Blueberry.

## Hintergrund
Jean-Michel Charlier erfand die Westernserie. Der dritten Band war noch nicht fertig, als er starb. Guy Vidal schrieb die unterbrochene Geschichte zu Ende und gab mit dem bisherigen Zeichner Víctor de la Fuente drei weitere Alben heraus. Die Serie erschien zwischen 1979 und 1980 in Super As. Die Alben wurden nacheinander durch verschiedene Verlage veröffentlicht. Der Vorabdruck im deutschen Sprachraum erfolgte in den Jahren 1979 bis 1980 im alten Zack. Kult gab die Alben heraus.

## Alben
- 1. Viva la Revolucion (1979)
- 2. Viva Villa (1980)
- 3. Viva Adelita (1992)
- 4. Viva Mexico (1993)
- 5. Viva Blueberry (1995)
- 6. Viva Zapata (1996)